# Châteauneuf-sur-Charente
Châteauneuf-sur-Charente é uma comuna francesa na região administrativa da Nova Aquitânia, no departamento de Charente. Estende-se por uma área de 24,02 km². Em 2010 a comuna tinha 1 540 habitantes (densidade: 64,1 hab./km²).